# Andrei Filippowitsch Paschtschenko
Andrei Filippowitsch Paschtschenko  (russisch Андрей Филиппович Пащенко; * 3.jul. / 15. August 1885greg. in Rostow am Don; † 16. November 1972 in Moskau) war ein russischer Komponist.

## Leben
Andrei Paschtschenko war von 1913 bis 1917 am Konservatorium in Petrograd Schüler von Maximilian Steinberg und der Bibliothekar des Hoforchester. Er wirkte als Komponist und Lehrer in Rostow.
Neben neun Opern komponierte er fünfzehn Sinfonien, drei Sinfonietten  und drei sinfonische Dichtungen, ein Symphonic Mystery für Theremin und Orchester, ein Requiem, eine Kantate und das Oratorium Lenin, neun Streichquartette, Romanzen, Lieder und Filmmusiken.

## Werke
- Aufruhr der Adler (1925)
- Zar Maximilian (1929)
- Der schwarze Anhang (1931)
- Pompadour (1939)
- Die Hochzeit des Kretschinski (1949, Neufassung 1955)
- Der Narr Balakirew (1949)
- Flammende Herzen (1952)
- Die eigensinnige Braut (1953)
- Radda und Lojko (1957)